# アルハンブラ (ボードゲーム)
『アルハンブラ（ドイツ語: Der Palast von Alhambra、英語: Alhambra）』、または『アルハンブラの宮殿』とは2003年に発売開始されたユーロゲーム。デザイナーはディルク・ヘン。2003年ドイツ年間ゲーム大賞受賞作品。
ドイツのクイーンゲームズで最初に発売された。
資材を購入し、自分の宮殿を建築する。各プレイヤーは自身の目標達成に必要なゲーム内資産の組み合わせを確保するセットコレクションの要素と共に、机上に配置しているタイルプレースメントの要素を組み合わせたことが、本ゲームの特徴となっている。